# Sarah Lancashire
Sarah Lancashire (Oldham, 10 ottobre 1964) è un'attrice britannica, attiva in campo cinematografico, teatrale e televisivo.
Ha vinto un British Academy Television Award alla miglior attrice non protagonista nel 2014.

## Filmografia

### Cinema
- And When Did You Last See Your Father?, regia di Anand Tucker (2007)
- L'esercito di papà (Dad's Army), regia di Oliver Parker (2016)
- Yesterday, regia di Danny Boyle (2019)
- Tutti parlano di Jamie (Everybody's Talking About Jamie), regia di Jonathan Butterell (2021)

### Televisione
- Coronation Street – serial TV, 288 puntate (1987-2000)
- Where the Heart Is – serie TV, 30 episodi (1997-1999)
- Skins – serie TV, 1 episodio (2007)
- Doctor Who – serie TV, 1 episodio (2008)
- L'ispettore Gently – serie TV, 1 episodio (2010)
- The Paradise – serie TV, 10 episodi (2012-2013)
- Last Tango in Halifax – serie TV, 24 episodi (2012-2020)
- Happy Valley – serie TV, 18 episodi (2014-2023)
- MotherFatherSon – miniserie TV, 6 puntate (2019)
- Julia – serie TV, 16 episodi (2022-2023)
- Black Doves – serie TV, 6 episodi (2024)

## Teatro
- Pacific Overtures (Manchester Central Library, 1986), di Stephen Sondheim e John Weidman
- Blood Brothers (Albery Theatre, 1990), di Willy Russell
- Educating Rita (Queen's Theatre, 1991), di Willy Russell
- La piccola bottega degli orrori (Oldham Coliseum Theatre, 1993), di Alan Menken
- Guys and Dolls (Piccadilly Theatre, 2007), di Abe Burrows
- Betty Blues Eyes (Novello Theatre, 2011), di George Stiles

## Riconoscimenti
- BAFTA Television Awards
  - 2013 – Candidatura per la migliore attrice non protagonista per Last Tango in Halifax
  - 2014 – Migliore attrice non protagonista per Last Tango in Halifax
  - 2015 – Candidatura per la migliore attrice per Happy Valley
  - 2017 – Migliore attrice per Happy Valley
  - 2024 – Migliore attrice per Happy Valley
- Critics' Choice Awards
  - 2016 – Candidatura per la miglior attrice non protagonista in un film o miniserie per The Dresser
- Satellite Award
  - 2015 – Candidatura per la miglior attrice in una miniserie o film TV per Happy Valley
  - 2017 – Candidatura per la miglior attrice in una miniserie o film TV per Happy Valley
- Premio Laurence Olivier
  - 2012 – Candidatura per la migliore attrice in un musical per Betty Blue Eyes

## Doppiatrici italiane
Nelle versioni in italiano delle opere in cui ha recitato, Sarah Lancashire è stata doppiata da:
- Tiziana Avarista in Yesterday, Tutti parlano di Jamie
- Anna Rita Pasanisi in The Paradise
- Stefanella Marrama in Happy Valley
- Anna Cesareni in MotherFatherSon
- Cristina Boraschi in Black Doves